# Качій Дол
Качій Дол (словен. Kačji Dol) — поселення в общині Рогашка Слатина, Савинський регіон, Словенія. Висота над рівнем моря: 346,3 м.